# Heliotropium personatum
Heliotropium personatum är en strävbladig växtart som beskrevs av Mats Thulin. Heliotropium personatum ingår i Heliotropsläktet som ingår i familjen strävbladiga växter. Inga underarter finns listade i Catalogue of Life.